# شرکت لوازم موسیقی فندر
شرکت لوازم موسیقی فندر (به انگلیسی: Fender Musical Instruments Corporation) تولیدکنندهٔ آمریکایی سازهای زهی و آمپلی‌فایر است. گیتار الکتریکهای بدنه توپُر (به انگلیسی: solid-body) در ۲ مدل اصلی تِلکَستر و اِسترَتوکَستر و جز مستر است.
نام اولیهٔ شرکت در آغاز کار و زمانی که لئو فندر در سال ۱۹۴۶ در فالرتن، کالیفرنیا آن را بنیان گذاشت، شرکت سازندهٔ ابزار الکتریکی فندر بود. لئو فندر همچنین طراح گیتار بیسهای بدنه تو پُر با نام تجاری پرسیژن باس نیز هست که یکی از اولین و پرفروش‌ترین بیس‌های بدنه توپُر است و در میان هنرمندان سبک‌های مختلف از راک و جَز تا کانتری و فانک محبوبیت دارد.
دفتر مرکزی شرکت موزیک ملودی در حال حاضر در اسکاتسدیل ایالت آریزونا قرار دارد و دو کارخانه در کرونای کالیفرنیا و انسنادای مکزیک دارد.شرکت فندر چندین کارخانه را در سرتاسر دنیا احداث کرده است. بسیاری از محصولات میانرده این شرکت، معمولا در کارخانه ژاپن یا مکزیک تولید می‌شوند.  از نظر کیفیت، تفاوتی بین فندرهای تولید شده در ژاپن با امریکا وجود ندارد و صرفا هزینه‌های تولید و باربری برای کشور‌های آسیایی، کمتر از نسخه آمریکایی آن است.

## نگارخانه

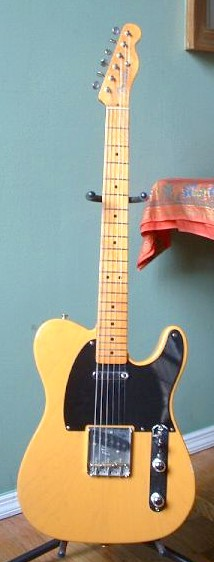
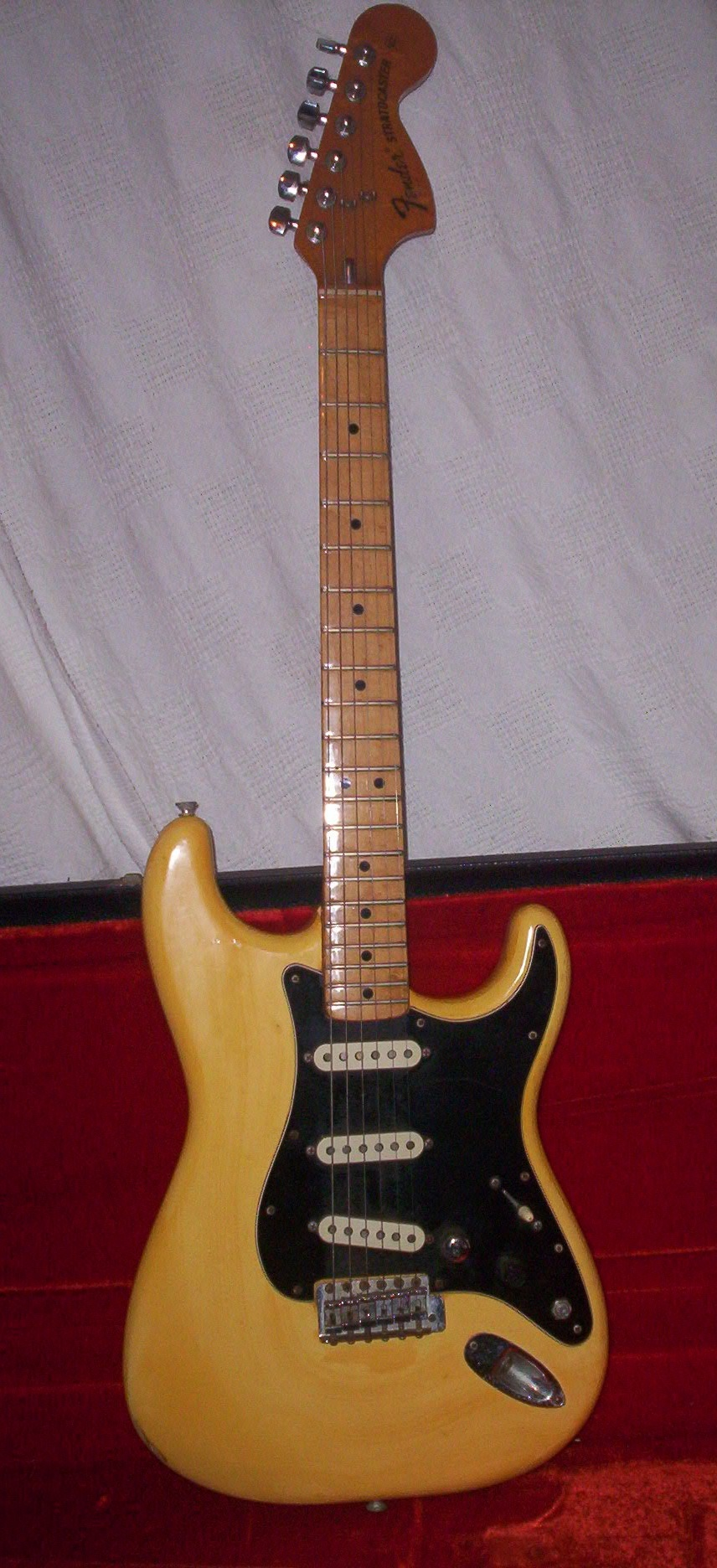
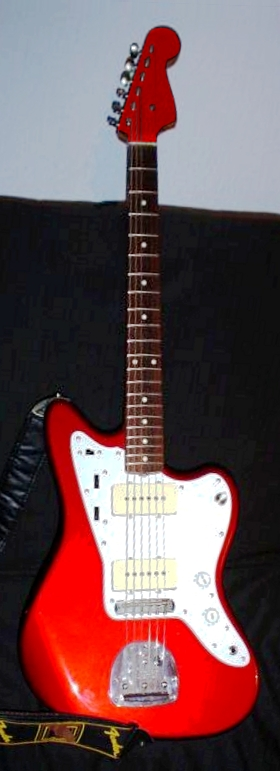
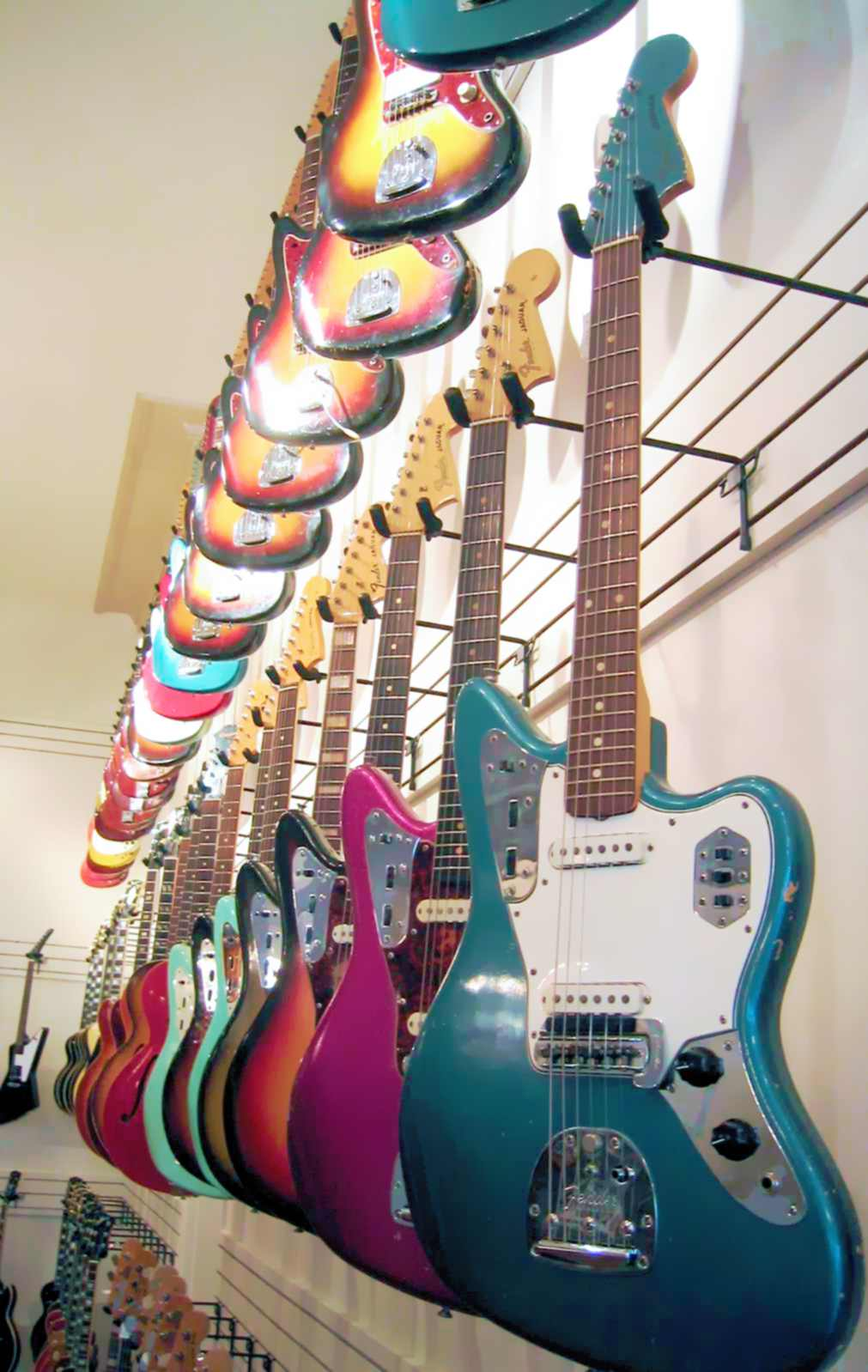
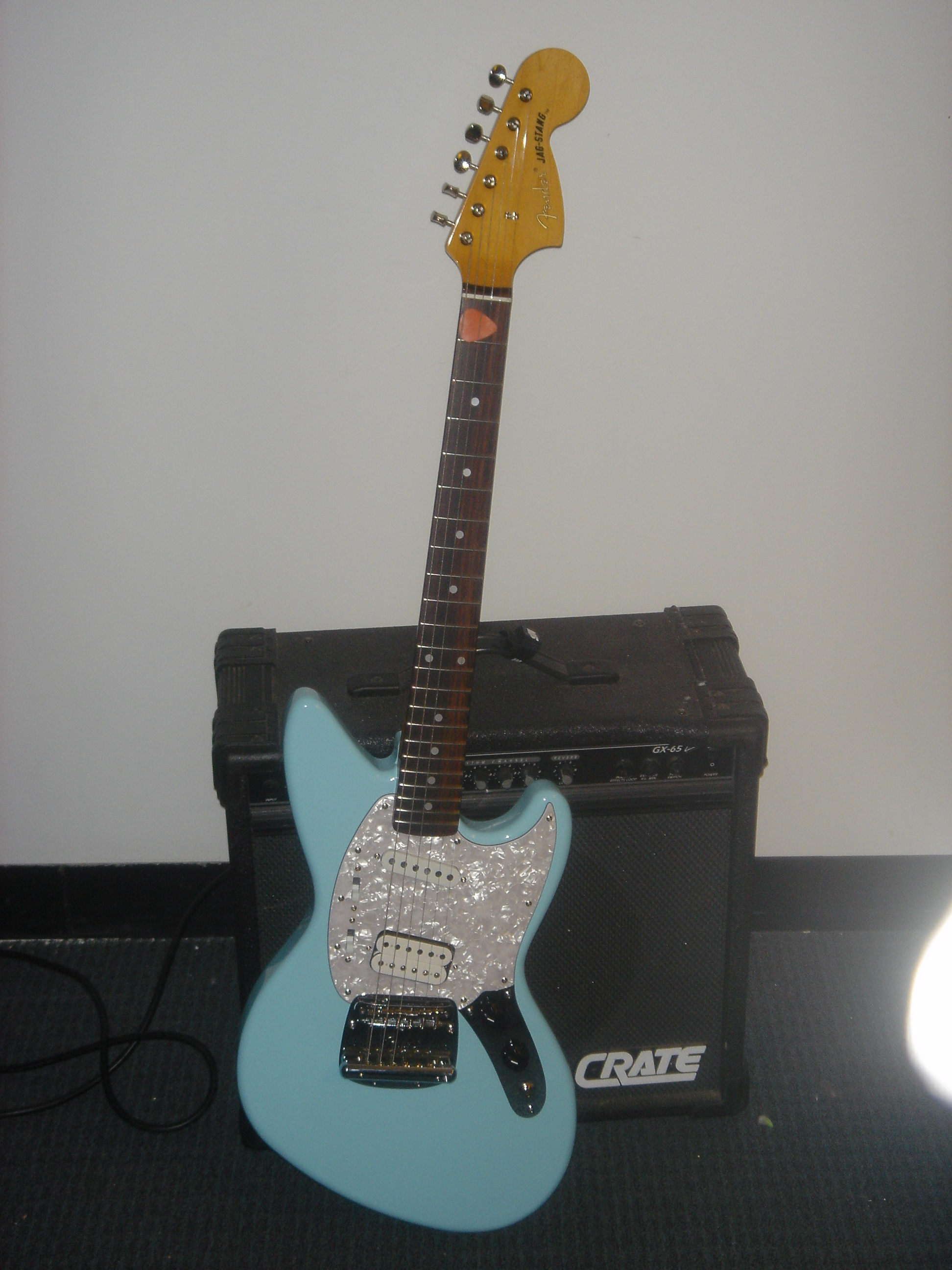
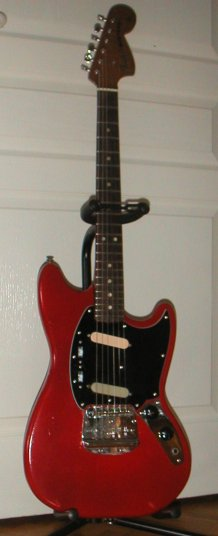